# Château maure
Le château maure désigne les fortifications médiévales de Gibraltar constituées des anciens remparts, portes et bâtiments ainsi que de la Tour de l'Hommage, l'élément le plus connu du château.
Parfois considéré comme un alcázar comme ceux de l'Espagne, il a cependant été construit par la dynastie des Mérinides, le rendant unique dans la péninsule ibérique. Certaines parties du château ont servi de prison jusqu'en 2010.

## Histoire
La construction du château commence vers le VIIIe siècle, probablement vers 711. Les murs de la forteresse englobent la partie supérieure du rocher de Gibraltar.
La tour de l'Hommage est détruite en grande partie lors de la reprise du château par les Maures lors de leur brève reconquête de l'Espagne (entre 1309 et 1333). La tour visible aujourd'hui est reconstruite pour la grande majorité vers le début du XIVe siècle, durant cette période de brève occupation.
Certaines parties du château ont servi de prison jusqu'en 2010, date du transfert de celle-ci.

## Tourisme et symbole
Le château maure est une des attractions touristiques majeures de Gibraltar. Il figure sur le verso de l'édition de 1995 du billet de 5 livre de Gibraltar.